# Mit lille Chile
|  | Denne artikel er oprettet af botten PalnaBot ud fra en ekstern database. Den kan derfor have sproglige fejl eller mangler. Denne skabelon kan fjernes efter kontrol af indholdet. |

Mit lille Chile er en film instrueret af Kjeld Ammundsen efter manuskript af Kjeld Ammundsen.

## Handling
Dokumentarfilm fra militærjuntaens Chile. Filmen er optaget i Santiago og i den slum, som ligger omkring byen. Børn og unge interviewes om deres levevilkår, og filmen indeholder vidnesbyrd om, hvordan befolkningen gør modstand mod de herskende forhold.